# Mahdi Alaoui
Mahdi Alaoui, née le 30 avril 1982 à Choisy-le-Roi (Val-de-Marne), est un acteur français.

## Biographie
Mahdi Alaoui est né d’une mère d’origine algérienne et d’un père d’origine marocaine. Sa mère chanteuse orientale Chaba Houria lui communique très tôt sa passion pour les métiers artistiques. Mahdi grandi en Seine-et-Marne et devient organisateur de soirées. Il travaille pour plusieurs clubs, organise des soirées privées et collabore avec des marques de prestige telle que « Luc BelAir ». 
Lors d’une présence sur un tournage de clip il se fait remarquer par un réalisateur qui lui propose la semaine suivante de participer à son premier tournage dans un clip. Mahdi a ensuite décidé de s’inscrire sur un site de casting puis a rapidement décroché son premier tournage en tant que silhouette, dans le film Le Mac avec José Garcia. 
Il enchaînera les silhouettes dans divers longs métrages puis se fait remarquer par Julien Hervé et Philippe Mechelen pour incarner le rôle de Fekir l’agent de sécurité dans la comédie Le Doudou avec Malik Bentalha et Kad Merad. Depuis il enchaîne les petits rôles dans diverses comédies telles que : Candidat Caïd dans Jusqu'ici tout va bien de Mohamed Hamidi, co-détenu dans Nicky Larson et le Parfum de Cupidon de Philippe Lacheau, agent de sécurité du gala dans Mon inconnue d'Hugo Gélin et Monsieur Muscle dans Ducobu 3 de Élie Semoun.

## Filmographie

### Cinéma

#### Longs métrages
- 2010 : Le Mac de Pascal Bourdiaux
- 2012 : Superstar de Xavier Giannoli
- 2016 : Arès de Jean-Patrick Benes
- 2016 : Ouvert la nuit de Édouard Baer
- 2017 : Valérian et la Cité des mille planètes de Luc Besson
- 2017 : Carbone de Olivier Marchal
- 2017 : Barbara de Mathieu Amalric
- 2017 : Le Prix du succès de Teddy Lussi-Modeste
- 2018 : Le Doudou de Julien Hervé et Philippe Mechelen : Fekir, l'agent de sécurité de l'aéroport
- 2018 : Nicky Larson et le Parfum de Cupidon de Philippe Lacheau : Co-détenu
- 2019 : Jusqu'ici tout va bien de Mohamed Hamidi : Candidat caïd
- 2019 : Mon inconnue de Hugo Gélin : le videur du gala
- 2020 : Ducobu 3 de Élie Semoun : Monsieur Muscle
- 2022 : Le Nouveau Jouet de James Huth : Az
- 2025 : Le Routard de Philippe Mechelen : Ali

#### Courts métrages
- 2020 : Grand Gaillard de Hicham Harrag et Samir Harrag

### Télévision
- 2011 : Braquo, série télévisée (saison 2) de Philippe Haïm et Éric Valette
- 2012 : Passage du désir de Jérôme Foulon
- 2012 : Intra-muros  de Yves Rénier
- 2014 : Falco, série télévisée (saison 2)
- 2023 : Jusqu'ici tout va bien (Netflix) de Nawell Madani

### Clips
- 2009 : J'reviens de Kool Shen feat Joey Starr
- 2011 : Le Prince Charmant de Koxie
- 2018 : Vaï & Viens de Lartiste